# Biberach/Baden
Biberach település Németországban, azon belül Baden-Württembergben, körülbelül 20 kilométerre Offenburg városától a Fekete-erdőben található. Lakosainak száma 3788 fő (2023. december 31.).

## Földrajz

### Földrajzi elhelyezkedés
Biberach települése a Fekete-erdőben található, több vízfolyás összefolyásánál. Az Erlenbach jobbról, a Prinzbach, Emmersbach, Erzbach és Haubach pedig balról torkollik a Kinzigbe. Maga a település 188 méterrel fekszik a tengerszint felett.

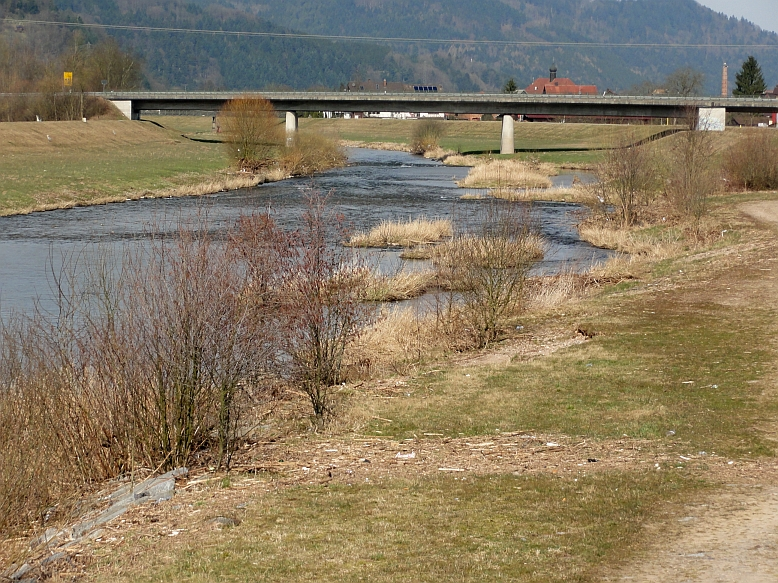
A Kinzig folyó Biberach mellett

### Szomszédos települések
A következő települések határolják Biberach községet: északról Gengenbach, keletről Zell am Harmersbach, délről Steinach és Schuttertal, nyugatról pedig Seelbach és Friesenheim települések.

### Geológia
A Biberach körüli hegyekben és völgyekben gneiszek találhatók, ezek alkotják a Fekete-erdei hegyek legrégebbi részét, az alapkőzetet. A Biberach környékének ércerei szintén ebben az alapkőzetben helyezkednek el. A település területén több kisebb szén tellér is található. A későbbi permben lerakódott földrétegek vörös színt kaptak a vasat tartalmazó ásványi anyagoktól. A Schönberg-völgyben ez a vörösföld továbbra is látható a mezőgazdasági területeken. Biberach mai arculata jégkorszakban és a jégkorszak utáni időszakban alakult ki. Az olvadékvíz létrehozta a völgyeket, a törmelék pedig a völgyek alján halmozódott fel. Az a természeti táj, amelyben ma Biberach község található természeti erők (erózió, feltöltődés) hatására jött létre.

## Történelme

### Nevének eredete
A "Biberach" helységnév eredete még nem tisztázott. Több elmélet is van ebben a témában. Heinrich Hansjakob és Ludwig Heizmann az offenburgi járásból származó helytörténészek szerint a Kinzigben élő hódokról (hód=Biber) kapta a nevét a település. Más nyelvészek úgy vélik, hogy a Biberach név egy kelta eredetű szóból származik. Ezt támasztja alá az a tény, hogy más kelta nevü településeket "Bibrax" és "Bibracte" is ismerünk. Még mindig nincsenek szilárd bizonyítékok arra vonatkozóan, hogy a kelták Biberach területén éltek volna valaha. Egy másik értelmezés szerint a Biberach két folyó összefolyásából adódik. Biberach "Biberaha" legrégebbi hagyományos írásmódja, amelyet 1222-ben egy dokumentum említ, bi = kettőből és aha = víz szavak összerakásából születhetett a település neve.

### Történelme
A 13. század végétől / 14. század elejétől egészen 1802-ig Biberach Zell am Harmersbach császári városhoz tartozott. Számos jogot megtartottak a biberachi Reichsstift Kloster Gengenbach számára, így a lakosoknak évi tizedet kellett fizetniük. A császári kolostor 1803-as megszüntetésével a badeni uralomhoz került Biberach. 1504-től Biberach vízi- és közúti vámmegállító hely volt Zell am Harmersbach szabad császári város számára. Ez fontos pénzforrás volt a Zell lakosainak számára mindaddig, amíg a császári várost 1803-ban hozzá nem csatolták az újonnan alapított Badeni Nagyhercegséghez.1803. június 15-én Biberach függetlenedett Zell am Harmersbach városától. Abban az időben Hohengeroldseck megyéhez tartozott, míg végül 1819-ben Badenbe került. Az 1973-as járási reformmal Biberach az Ortenaui járás településévé vált, egy évvel később Prinzbach települést Biberachhoz csatolták.

### Prinzbach történelme
A Prinzbach eseménydús múltra tekint vissza. A hegyiközség létrehozását az 1100–1200-as évekre teszik. Míg ebben a században templomot is építettek a faluban. 1257-ben említik először Prinzbachot a Colmari domonkos kolostor évkönyvében a nagy ezüstkészletek kapcsán; a talált ezüstérc mennyisége állítólag nagyon nagy és jövedelmezően kitermelhető volt. A prinzbachi polgárok még kölcsönt is adhattak a strasbourgi püspöknek. Az egykori hegyközség gyorsan úgynevezett hegyi városkává fejlődött, ekkor lett kiépítve az infrastruktúra is illetve egy 10 méter magas városfalat is elkezdtek építeni, hogy megvédjék magukat a támadóktól. A városfal egyes részeit felújították, és Prinzbachban ma is megtekinthetők.
A gazdag Prinzbachot többször is említik oklevelekben. A virágkor után az ezüstbánya hozama érezhetően csökkent. Prinzbach szinte teljesen megsemmisül, és csak egy 1493-ban válik ismertté újra amikor gyógyvizet találnak és kiépítik a gyógyfürdőt. 1560-ban a prinzbachi plébániát a Geroldseck család foglalta el protestáns lelkészeket helyeztek oda. 1600-tól Prinzbach ismét pusztán mezőgazdasági falu lesz, az ezüstért végzett kutatási ásatások sikertelenek maradtak. Miután a Geroldseck család 1634-ben kihalt, Prinzbach ezután Elő-Ausztriához majd 1697-től pedig a von der Leyen család birtokába került.1819-ben Badenbe került a település. Biberach a Wolfach körzeti hivatal, később a Wolfach járás része volt, amelyet 1973-ban beépítettek az újonnan alapított az ortenaui járásba. Az ötvenes évek elejétől Prinzbach csendes, festői fekvése miatt népszerű üdülő- és rekreációs terület lett.

#### Prinzbach címere
Prinzbach címerének alapja a Geroldsecker család címere, de a település bányászmúltja is képviselteti magát a címeren. A címer leírása a következő: „Arany alapon egy piros csík van a címer közepén, három fekete kalapács kíséretében (kettő a címer felső és egy alsó részén). A kalapácsok a hegyi érceket szimbolizálják. "

#### Prinzbach csatlakozása Biberachhoz
A mai Biberach a baden-württembergi önkormányzati és közigazgatási reform során jött létre. A mintegy 400 lakosú Prinzbach település 1974. július 1-jén csatlakozott Biberach községhez az 1974. április 29-én aláírt egyesülési szerződés értelmében.

### Faúsztatás a Kinzig folyón
A fakitermelés jelentős volt a környéken a hatalmas erdők miatt. Mivel a földutak teljesen alkalmatlanok voltak a farönkök elszállítására, ezért azt csak vízi úton lehetett megoldani. Ez a szállítási módszer gyorsan fejlődött, 1470-ben tutaj- és vámszabályokat míg 1527-ben pedig hajózási szabályokat adtak ki. A 19. század közepén a vadvízi úsztatás második virágkora jött el de a 19. század végén a vasút megjelenésével egyre ritkábban szállították a fákat vízen. Végül 1895-ben indult útjára az utolsó szállítmány a Kinzig folyón.

### Templomok a településen
- Szent Balázs katolikus templom (Biberach)
- Szent Mór és társai katolikus templom (Prinzbach)

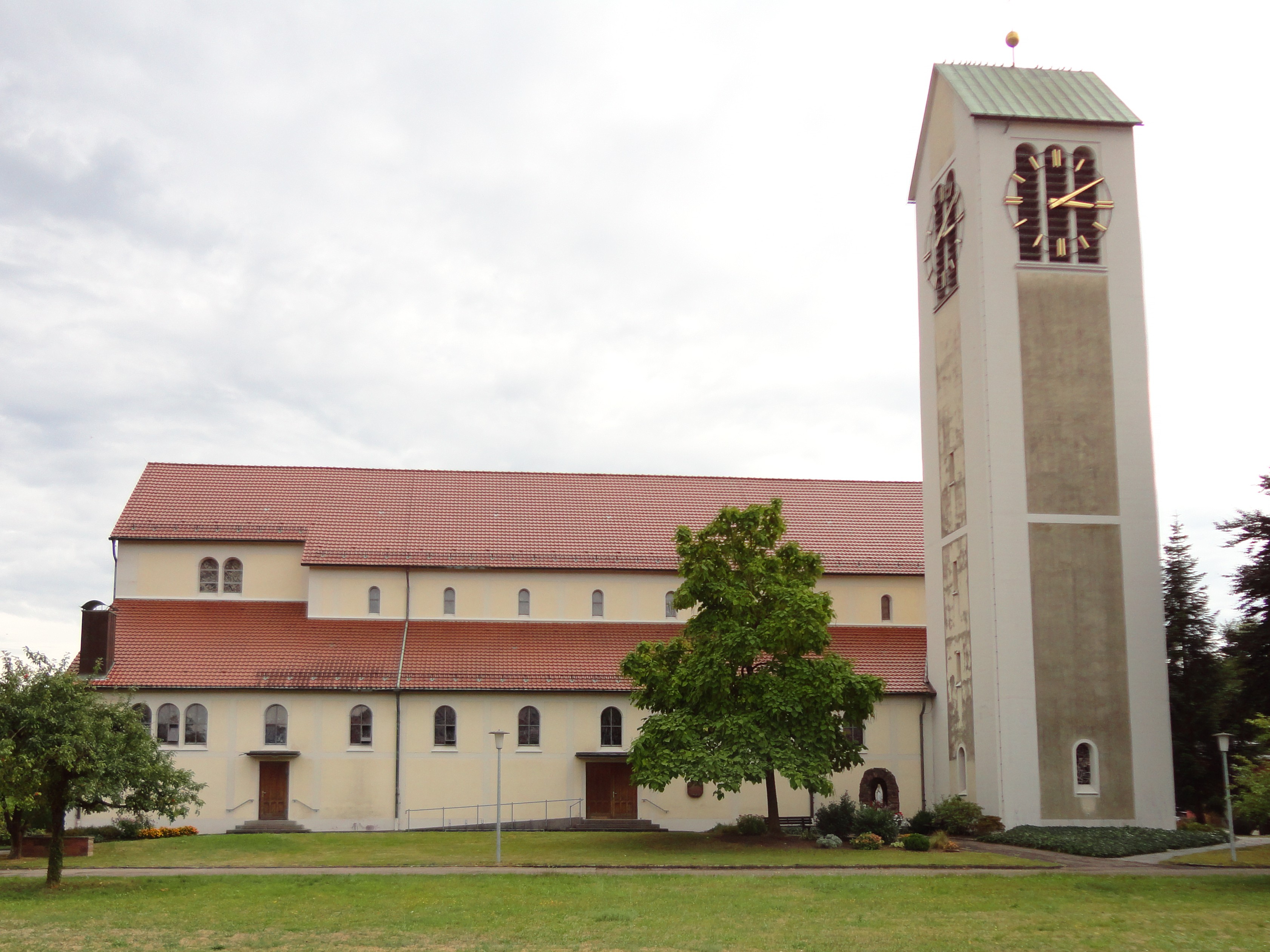
Szent Balázs templom
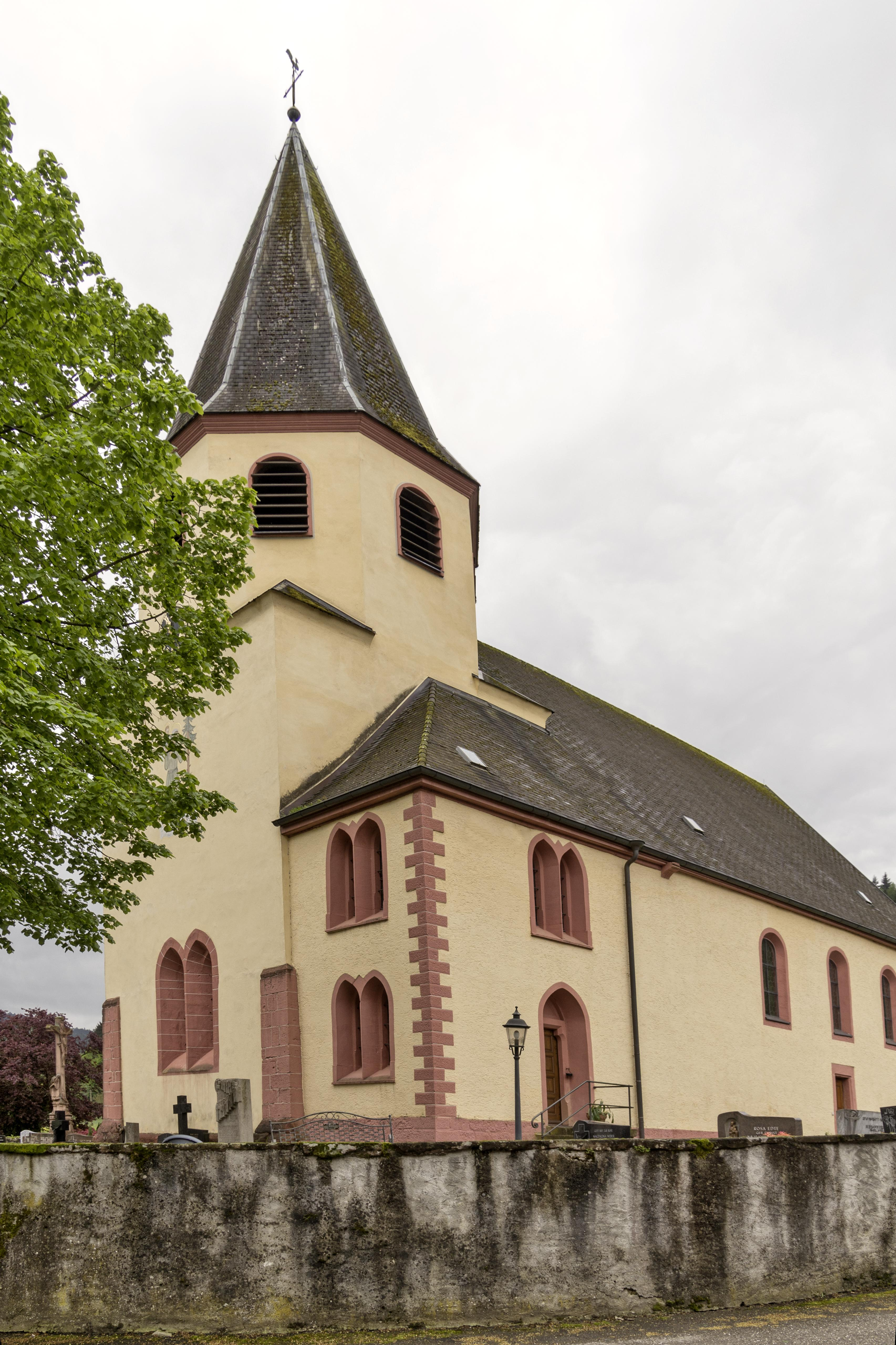
Szent Mór és társai templom

## Népesség
A település népessége az elmúlt években az alábbi módon változott:
| Lakosok száma | 2615 | 2825 | 2776 | 2639 | 2901 | 3058 | 3221 | 3348 | 3545 | 3788 |
|               | 1961 | 1967 | 1974 | 1980 | 1987 | 1993 | 2000 | 2006 | 2013 | 2023 |

## Politika
A biberachi önkormányzati tanács 12 tagból áll, és a polgármester az elnöke. A polgármester jogosult szavazni az önkormányzati tanácsban. A 2019. május 26-i helyhatósági választások a következő végeredményhez vezettek:
| Választások 2019  | Választások 2019 | Választások 2019 | Választások 2019 | Választások 2019 |
| ----------------- | ---------------- | ---------------- | ---------------- | ---------------- |
| Részvétel:66,9 %  |                  |                  |                  |                  |
| Pártok:           | FW*              | CDU              | SPD              | AFD              |
| Elért %           | 44,6             | 32,7             | 19,1             | 3,5              |
| Képviselők száma: | 6                | 4                | 2                | 0                |

FW= Freie Wähler Biberach (Biberachi Szabad Választók)

### Polgármesterek
- 1892–1904: Gustav Isidor Schweiß
- 1904–1913: Josef Ringwald
- 1913–1921: Gustav Karl Schweiß
- 1921–1923: Franz Xaver Jehle
- 1924–1930: Leonhard Willmann
- 1930–1935: Josef Himmelsbach
- 1935–1943: Dr. Theodor Seiberlich
- 1943–1946: Johann Dürrholder
- 1946–1953: Hermann Kühn
- 1953–1974: Karl Allgeier
- 1974–1998: Wolfgang Bösinger
- 1998–2014: Hans Peter Heizmann
- 2014 óta: Daniela Paletta

### Címer és logó
- A 19. század végéig Biberach a jelenleginél eltérő címeret használt. Az 1913-ban épült városháza főbejáratánál már látható egy másik logó, amelyet a baden-württembergi belügyminisztérium 1969. október 3-án, Biberach önkormányzatának már évtizedes használata után ítélt oda hivatalosan is a településnek. A bizonyítványban a címer a következőképpen van leírva: "Zöld alapon egy ezüst (fehér) hársfa gyökerekkel és a törzse előtt kuporgó ezüst (fehér) hód, elülső mancsain ezüst (fehér) fadarabbal". A biberachi önkormányzat később kidolgozott egy városi logót, amelyen a "Biberach – A Fekete-erdő gyönyörű darabja" felirat látható, amelyet egy hód sziluettje díszít.

## Kultúra és látnivalók

### Múzeumok
- Ketterer ház

Az utolsó magántulajdonosáról, "Kettererschmied"-ről elnevezett "Kettererhaus" valószínűleg Biberach egyik legrégebbi építménye. Elismert szakemberek véleménye szerint a favázas épület a 17. század szerkezeti jellemzőit mutatja. A pontos építés évét azonban nem lehet azonosítani sem magán az épületen, sem pedig a biberachi önkormányzati levéltár aktáiban sem. Ma a „Heimatmuseum Kettererhaus” (helytörténetimúzum) kapott helyet az épületben, ahol a helyi foglalkozásokat, életmódot, szokásokat és a helyi helyi kulturális értékeket mutatják be.
- Stadtkammer Prinzbach

A "Stadtkammer" (városi kincstár) a Prinzbach városházában található, és figyelemre méltó leletekkel és kincsekkel rendelkezik az egykori Prinzbach bányaváros történelméből.

### Épületek
- Biberachi városháza

A biberachi városháza 2 építési fázisban épült 1913-ban és 1925-ben. Akkoriban nagyon impozáns épület volt, a homlokzat és a tető részleges felújítását 1978/80-ban végezték el. A történelmi városházát 2002-ben alaposan felújították és korszerűsítették.
- Prinzbachi városháza

A prinzbachi városháza 1880-ban épült. Prinzbach miután 1974-ben egybeolvadt Biberachhal azután a városházát csak szórványosan használják adminisztratív célokra, a "Prinzbacher Stadtkammer" múzeum a földszinten található.
- Prinzbachi városfal

Az ezüst felfedezése után a települést már nem csak földművesek, hanem bányászok, iparosok és kereskedők is lakták. Ezeknek más jogaik voltak, amelyeket védeni kellett, csakúgy, mint a nagy ezüstkészleteket. Ennek eredménye volt a városi jogok megadása és a városfal megépítése. A várost teljesen elliptikus városfal zárta el, előtte árok volt. Ennek az ovális falnak a kerülete 800 m volt, északon az "Alsó kapun", délen pedig az "Óriás kapun" lehetett bejutni. A történelmi városfal részei ma is láthatók.
- Öreg-Geroldseck kastély

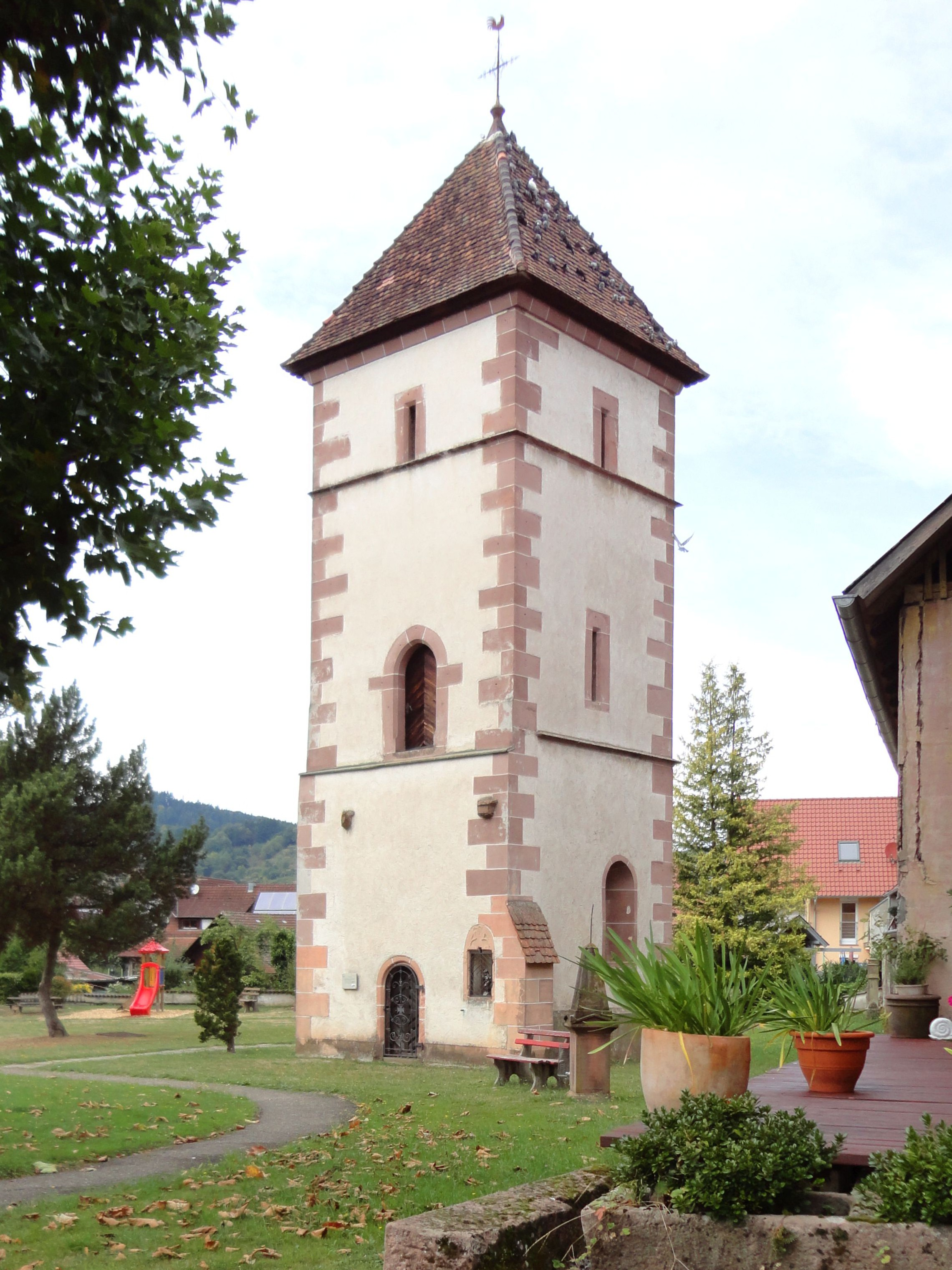
Az egyik régi templom tornya

Az Öreg-Geroldseck-kastélyt 1139-ben említik először II. Ince pápa levelében. Abban az időben a vár egy domb tetején állt. 1250-ben a Geroldseck család székhelyét áthelyezték a Schönbergbe, és ott elkészült a Hohengeroldseck-kastély. Ekkor elhagyták ezt a várat. A második várat a franciák 1689-ben elpusztították. Az első helyreállítási munkálatok a 19. század végén kezdődtek, és a romok megőrzésére 1951-től további intézkedések következtek.
- Régi templom tér

Évszázadokon át a régi templomtéren állt a Biberach közösség plébániatemploma. 1749-ben felszentelték az utolsó templomot, amelyet 1966-ban bontottak le amikor keletre újat építettek (Szent Balázs templom). Már 1740-ben lebontottak egy régebbi templomot, mert leromlott állapotban volt. Ma már csak a két korábbi templom tornya maradt meg. A régi templomtér temetőként szolgált 1865-ig. Manapság gyepen elhelyezett térkövek mutatják meg a régi templomok alaprajzait.

## Gazdaság és infrastruktúra

### Vállalatok Biberachban
Az Ahfeld-Schmelzhöfe ipari parkban jelenleg mintegy 5 hektár területen vannak gyártóegységek, és még mindig rendelkezésre áll mintegy 8500 m² szabad terület. Középtávon további 13 hektárt akarnak ipari területté alakítani. Biberachban sokfajta üzem található kezdve a csomagoló- és reklámanyag készítő valamint irodabútorok gyártásával foglalkozó cégekkel, út- és épületépítési vállalatokkal, de terápiás berendezés gyártó és fémfeldolgozó is van még a településen.

### Oktatás
- Biberachon van általános és középiskola is

A biberachi általános és középiskola 1963-ban épült és 2005 óta több szakaszban felújították őket. Manapság körülbelül 300 diák tanul a két intézményben.
- Prinzbachi általános iskola

Az iskolát 1929-ben építették és ma a Biberachi iskola tagintézménye melyet a diákok számától és a szükséges helytől függően használnak.

### Közlekedés
A Biberachon is keresztül halad a Schwarzwaldbahn (Offenburg – Singen) és ez köti össze az országos vasúti hálózattal a települést. A falunál ágazik el a Harmersbachtalbahn Oberharmersbach felé a SWEG cég által üzemeltetett Schwarzwaldbahn felől. Biberach közúton is megközelíthető a B 33-as szövetségi úton (Kehl – Ravensburg) és a B 415-ös úton Lahr felől.

### Turizmus
Prinzbach település már a második világháború után viszonylag hamar gyakran látogatott üdülő- és szabadidős terület lett, ez a fejlődés csak később kezdődött Biberachban. Az önkormányzati és magánforrások felhasználása miatt az idegenforgalom Biberachban is növekedni kezdett és hamar fontos része lett a település gazdaságának. 1981-ben Biberach elnyerte az "Államilag Elismert Üdülőhely" díjat.
Biberach turisztikai tevékenységeinek középpontjában a szabadban végzett sporttevékenységek állnak. A turisták a Biberach környéki túraútvonalakon folytathatják hobbijukat, a leghíresebb útvonal a „Hét völgy ösvénye”. De a "Auf zur Burg Geroldseck" (Fel a Geroldseck várára) hegyikerékpár útvonal szintén elérhető a településről. Biberach további látnivalói: a fűtött szabadtéri medence, valamint a 2005-ben nyílt meg az Agil park, ahol mászósziklát és kötélpályát lehet használni.

## Fordítás
Ez a szócikk részben vagy egészben a Biberach című német Wikipédia-szócikk fordításán alapul. Az eredeti cikk szerkesztőit és forrásait annak laptörténete sorolja fel.